# Kolomya
Kolomya (en ukrainien : Коломия ; en russe : Коломыя ; en polonais : Kołomyja ; en allemand : Kolomea ; en roumain : Colomeea) est une ville de l'oblast d'Ivano-Frankivsk, en Ukraine occidentale, et le centre administratif du raïon de Kolomya. Sa population s'élève à 61 140 habitants en 2021.

## Géographie
Kolomya est située sur les bords du Prout, à 72 km à l'ouest-nord-ouest de Tchernivtsi, à 164 km au sud-est de Lviv et à 451 km au sud-ouest de Kiev.

## Histoire

### Jusqu'à l'entre-deux-guerres
Kolomya est située au cœur de la région historique de Pocoutie, et constitue l'un des centres de la culture des Houtsoules. La ville fut mentionnée pour la première fois dans la Chronique d'Ipatiev vers 1240, à l'époque de l'invasion mongole de la Rus' de Kiev. Par après, elle faisait partie de la principauté de Galicie-Volhynie. Le général mongol Boroldai fit brûler la ville en 1259. Les forces du roi Casimir III de Pologne réussirent à conquérir la région qui est incorporée dans le royaume de Pologne en 1340. En 1388, le roi Ladislas II Jagellon, plongé dans la guerre polono-teutonique, mit en gage la Pocoutie au voïvode Petru II de Moldavie. Le privilège urbain de Kolomya a été confirmé en accordant le droit de Magdebourg aux citoyens en 1405. En 1411, la ville fut décernée à nouveau au voïvode Alexandre Ier de Moldavie. La ville obtiendra d'autres privilèges du roi Ladislas II Jagellon, notamment pour le commerce du sel. En 1448, le roi Casimir IV Jagellon a cédé le château de Kolomya à Maria, veuve du voïvode Ilie Ier de Moldavie. 
Depuis le premier partage de la Pologne en 1772 jusqu'en 1918, la ville (nommée Kolomea avant 1867) fait partie de la monarchie autrichienne (empire d'Autriche), puis Autriche-Hongrie (Cisleithanie après le compromis de 1867), chef-lieu du district de même nom, l'un des 78 Bezirkshauptmannschaften (powiats) en province (Kronland) de Galicie en 1900. Le sort de cette province fut dès lors disputé par la Pologne et la Russie soviétique, jusqu'à la paix de Riga le 18 mars 1921, attribuant la Galicie orientale à la Pologne.

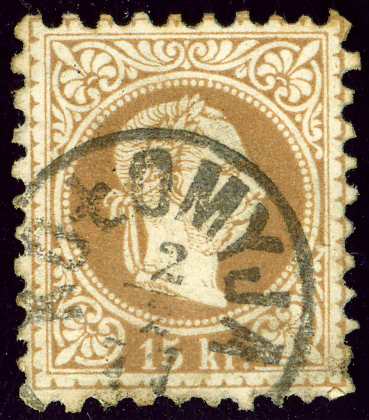
Timbre de la monarchie autrichienne, oblitéré en polonais en 1871

### Seconde Guerre mondiale
Pendant la Seconde Guerre mondiale, la ville est d'abord annexée en 1939 par l'Union soviétique. Elle est ensuite occupée par l'Allemagne nazie d'août 1941 au 28 mars 1944. La population juive représentait en 1939 environ 50 % de la population totale. De septembre 1941 à janvier 1942, des dizaines de milliers de Juifs sont assassinés dans la forêt proche de Sheparivtsi lors d'exécutions de masse successives. En 1941 est mis en place un Judenrat, qui répond aux ordres de la Gestapo. Le 23 mars 1942, les 17 000 Juifs restants sont enfermés dans un ghetto et une police juive de 160 agents est créée trois jours après. Les Juifs du ghetto sont déportés en plusieurs phases au camp d'extermination de Bełżec : 5 000 début avril 1942 ; un peu plus de 8 000 en septembre 1942, tandis que d'autres, qui se cachent pour échapper à la déportation, sont abattus sur place et que 1 300 Juifs restent pour du travail forcé ; après que des Juifs des environs ont rejoint le ghetto, 17 300 en septembre 1942 (incluant des Juifs habitant aux alentours de Kolomya). La liquidation du ghetto a lieu le 2 février 1943 avec l'assassinat de 2 200 Juifs. 
En mars 1944, la ville est libérée et annexée par l'Union soviétique et rattachée à la république socialiste soviétique d'Ukraine.

### XXIesiècle
La police ukrainienne provoque une controverse en 2020 en réclamant au responsable de la communauté juive de Kolomya de lui fournir la liste des personnes juives habitant la ville. La ville possède une Base aérienne de Kolomya et depuis 2016 la ville est la base opérationnelle de la 10e brigade d'assaut de montagne.

## Population
Recensements (*) ou estimations de la population :
| 1870   | 1880   | 1890   | 1900   | 1910   | 1939   |
| ------ | ------ | ------ | ------ | ------ | ------ |
| 17 679 | 23 109 | 30 235 | 34 188 | 42 676 | 38 300 |

| 1959*  | 1970*  | 1979*  | 1989*  | 2001*  | 2011   |
| ------ | ------ | ------ | ------ | ------ | ------ |
| 31 303 | 41 054 | 52 146 | 63 323 | 61 989 | 61 300 |

| 2012   | 2013   | 2014   | 2015   | 2016   | 2017   |
| ------ | ------ | ------ | ------ | ------ | ------ |
| 61 290 | 61 428 | 61 350 | 61 236 | 61 210 | 60 941 |

| 2021   | - | - | - | - | - |
| ------ | - | - | - | - | - |
| 61 140 | - | - | - | - | - |

## Transports
Kolomya se trouve à 65 km d'Ivano-Frankivsk par le chemin de fer et par la route.

## Culture
La ville à une mention spéciale sur la liste des Sept merveilles d'Ukraine pour son Musée Pysanka.

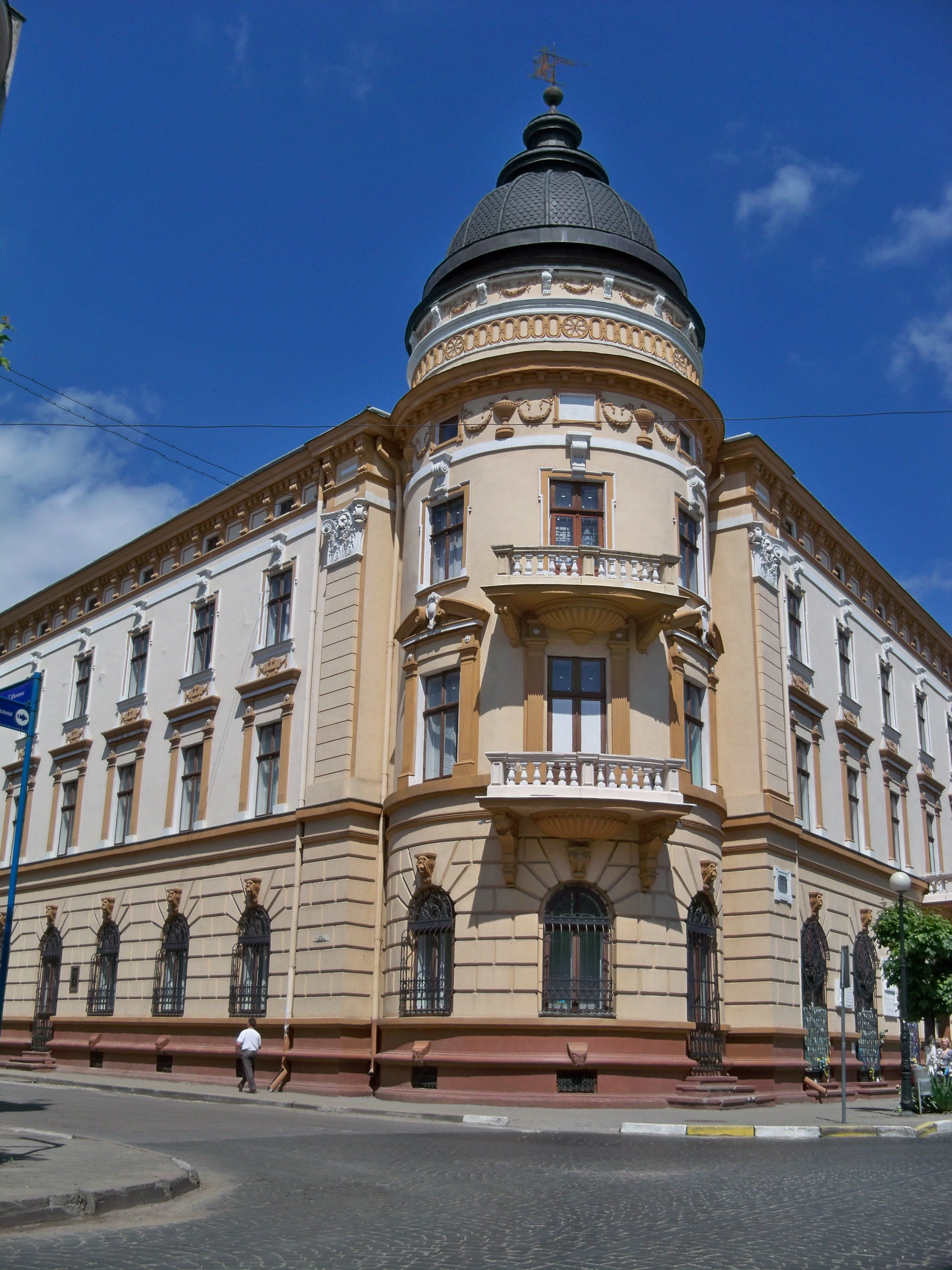
L'entrée du musée, monument classé[9], 25 rue du Théâtre,
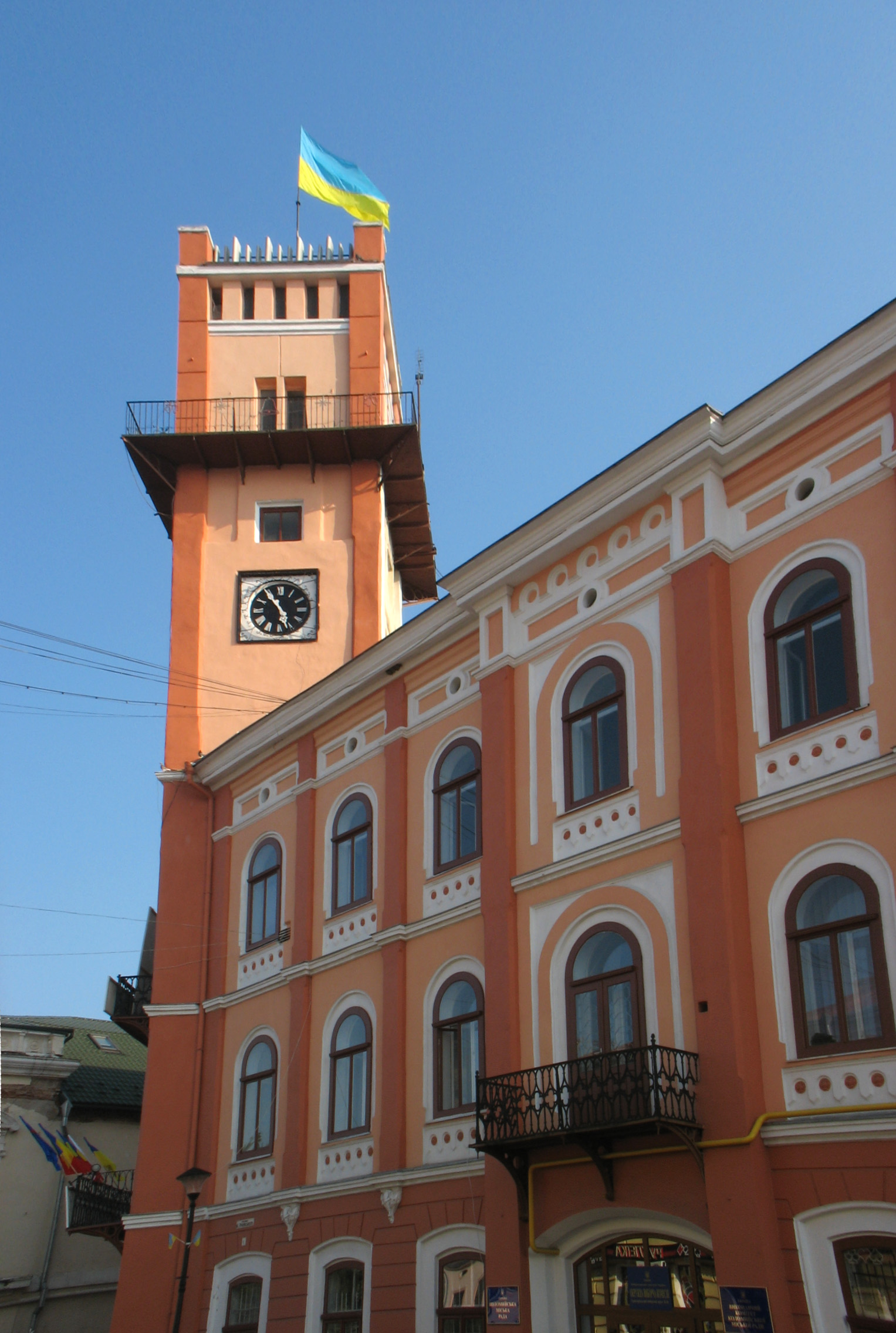
l'Hôtel de ville, monument classé[10],
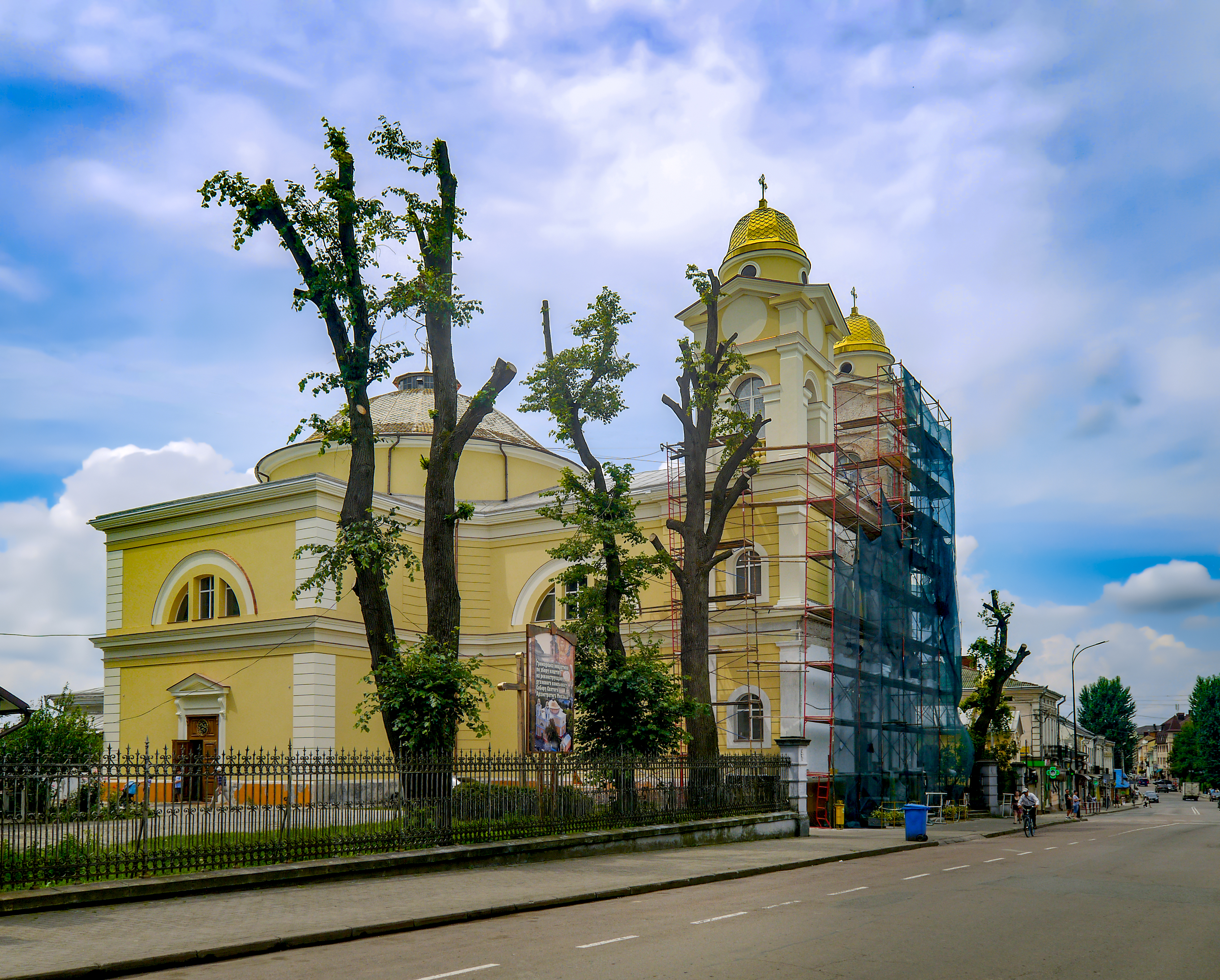
l'église st-Michel, classée[11],
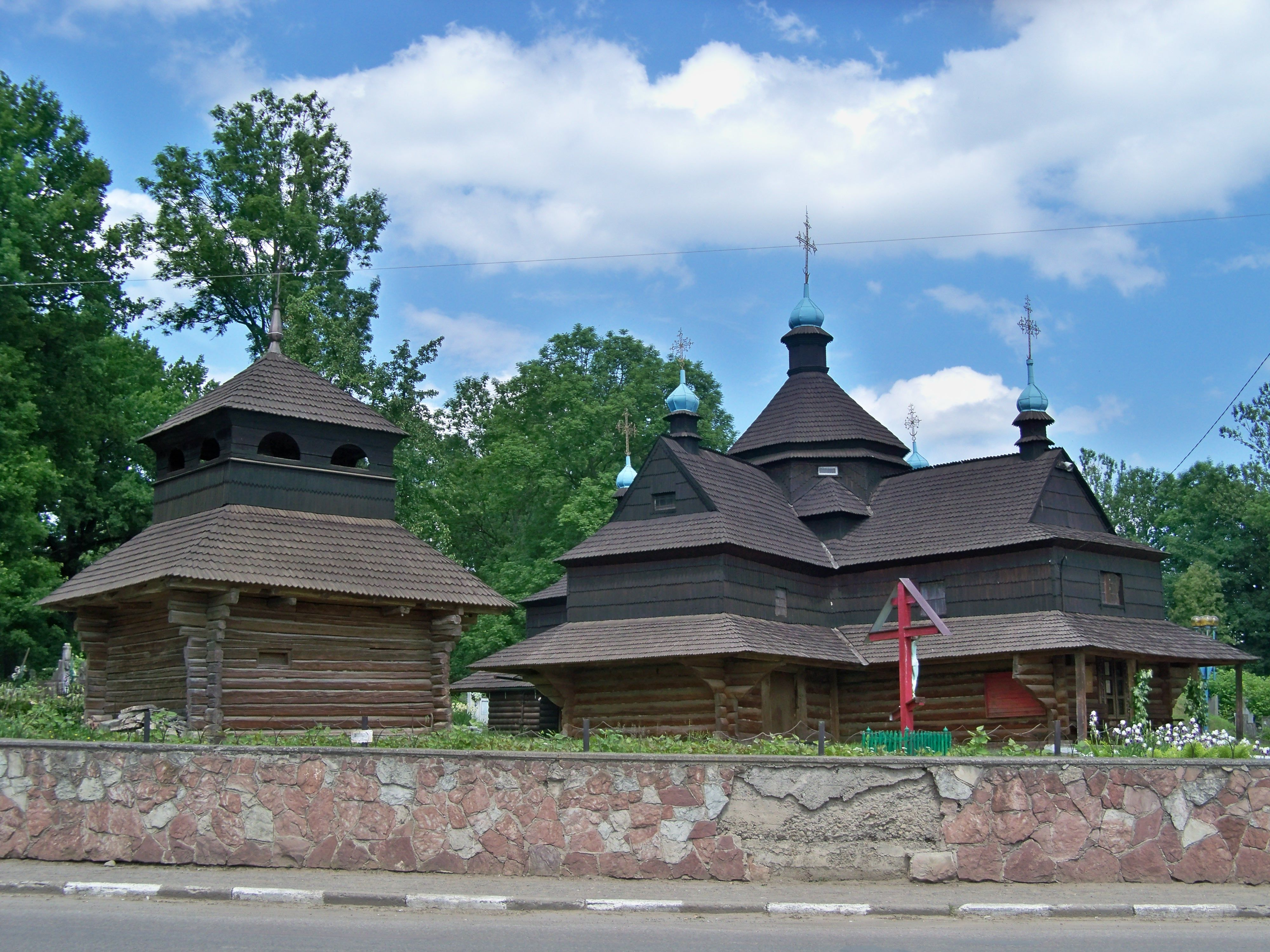
l'église de l’Annonciation de Kolomya, classée[12], et son clocher, classé[13].

## Jumelages
- Andrychów (Pologne)
- Nysa (Pologne)
- Rădăuți (Roumanie)
- Sighetu Marmației (Roumanie)
- Drochia (Moldavie)
- Moukatcheve (Ukraine)
- Marioupol (Ukraine)
- Bakhmout (Ukraine)
- Krementchouk (Ukraine)
- Tchornomorsk (Ukraine)

## Personnalités
- Artem Chapeye (1981-), écrivain et journaliste est natif de la commune
- Emanuel Feuermann (1902-1942), violoncelliste autrichien, né à Kolomyia.
- Margit Sielska-Reich (1900-1980), née à Kolomya, artiste peintre.
- C'est à Kolomya que Sacher Masoch situe l'action de La Vénus à la fourrure (1870). À propos de Séverin, le narrateur écrit, au début du roman : « Oui, il était singulier, on ne pouvait le nier, même s'il n'était pas le fou dangereux pour lequel le tenaient non seulement ses voisins mais tout le petit cercle de Kolomé[14]. »